# 尚貢博縣

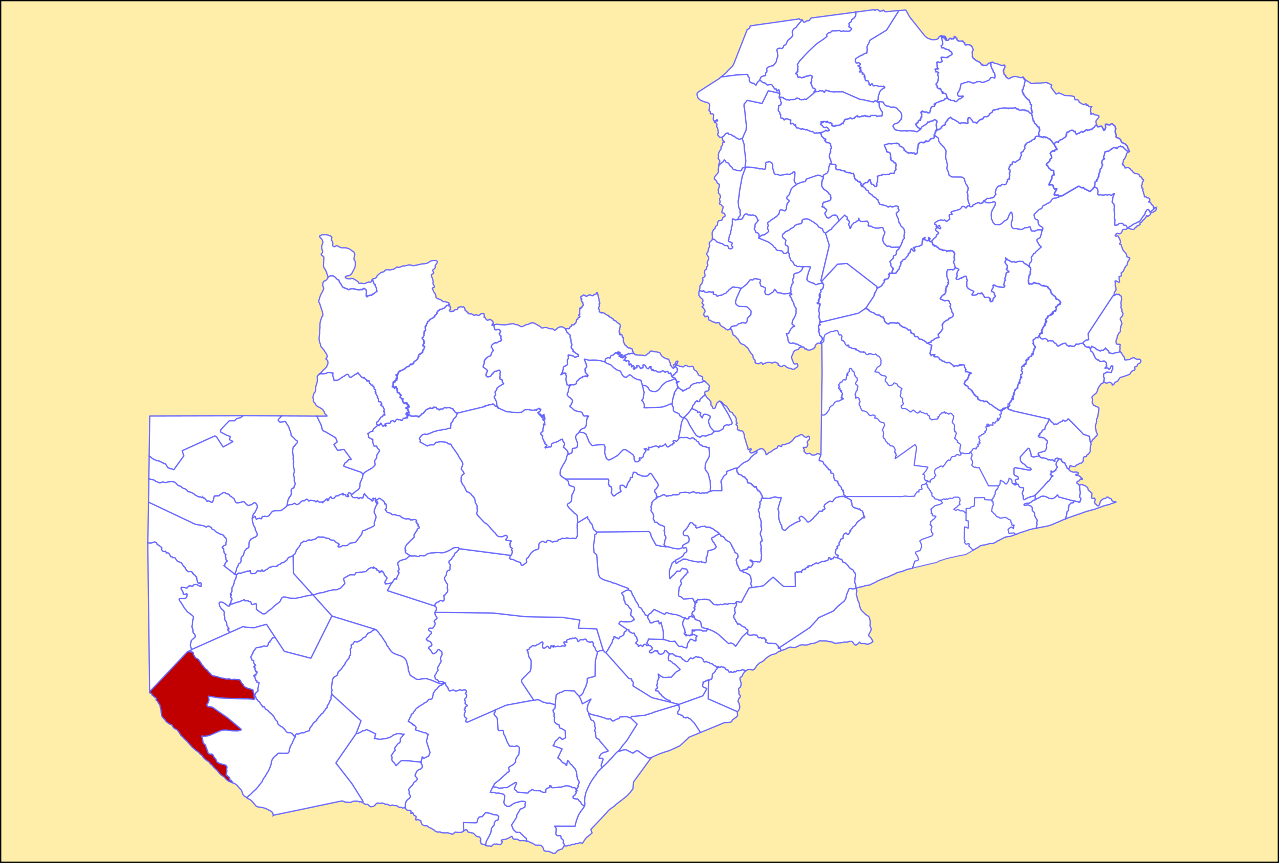

16°19′17″S 22°06′45″E / 16.3214°S 22.1125°E
尚貢博縣（英語：Shangombo District），是贊比亞的縣份，位於該國西部，由西方省負責管轄，首府設於尚貢博，面積14,369平方公里，2010年人口93,303，主要經濟活動有養殖業、捕魚業、養牛業、貿易業和旅遊業，人口密度每平方公里6.5人。